# Strongylidae
La familia Strongylidae corresponde a nemátodos rojizos. Suelen ser llamados grandes estróngilos al alcanzar de 1,5 a 5 cm. Es una familia cosmopolita; habitan preferentemente en zonas templadas y húmedas. 

## Morfología
Poseen una cápsula bucal esférica u ovalada y prolongaciones dentiformes, poseen espículas delgadas y gobernáculo, las hembras son prodelfas y sus huevos presentan características ovales y polos redondeados con aproximadamente 16 blastómeros.

## Patología
Son parásitos destructivos, hematófagos, su larva es migratoria por lo cual puede ocasionar problemas en tejidos cercanos (lesiones tisulares). Se ubica en el intestino delgado, en la pared del ciego y colon y en la submucosa de estos. 

## Epidemiología
Sobreviven en pastos y soportan cambios de temperatura y desecación. Su supervivencia depende de la reserva alimenticia en las células intestinales. 

## Mamíferos silvestres
Se encuentran en mamíferos silvestres de los siguientes géneros: 
- Decrusia spp
- Equinurbia spp
- Choniangium spp
- Macropicola spp
- Hypodontus spp

- Datos: Q934758
- Multimedia: Strongylidae / Q934758